# 太平猴魁
太平猴魁是產於安徽黃山區（古称太平县）的一种綠茶，名列中國十大綠茶之列。太平猴魁是中国地理标志产品。
屬綠茶類的尖茶，被譽為中國的“尖茶之冠”。猴魁尖茶的外形奇特，特點是葉芽挺直肥實，兩頭尖而不翹，不彎曲、不鬆散。太平猴魁滋味鮮爽醇厚，回味甘甜，泡茶時即使放茶過量，也不苦不澀。
太平猴魁始創於1900年。產於黃山區（原太平縣）新明鄉猴坑一帶的猴村、猴崗、顏家三合村。傳說“猴魁”原本是野生茶，產於黃山東北山麓六百里的山高聳雲天，後來飛鳥銜來茶籽撒播在石縫之中，於是逐漸繁衍生長成林。可是四壁陡峭無人能上，山民就馴養猴子上峰頂采回茶葉，並經手工精製成猴魁。太平猴魁知名品牌有猴坑、猴崗、顏家、魁冠等。
1915年巴拿马万国博览会上，太平猴魁荣获一等金奖。